# Rudolf Schaad
Rudolf Schaad (* 14. Dezember 1901 in Prischib, Russisches Kaiserreich; † 15. Februar 1990 in Stuttgart) war ein deutscher Filmeditor. Bei über 20 Spielfilmen war er für den Filmschnitt verantwortlich. Außerdem führte er Regie bei mehreren, überwiegend dokumentarischen Kurzfilmen, und Co-Regie bei einem Spielfilm. In seiner fast 30-jährigen Karriere in der Filmbranche war er zudem auch als Drehbuchautor, Regieassistent und Tongestalter tätig. In den 1950er Jahren begann Schaad eine zweite Karriere als kaufmännischer Leiter der Modeschmuckwerkstatt seiner Frau Anni Schaad.

## Leben
Rudolf Schaad wurde als Kind von Schwarzmeerdeutschen in der Siedlung Prischib geboren, die heute Pryschyb heißt und in der ukrainischen Oblast Saporischschja liegt. In welchem Alter und unter welchen Umständen er nach Deutschland kam, ist aus den zugänglichen Quellen nicht festzustellen.

### Anfänge bei der UFA
Noch zu Stummfilm-Zeiten war Rudolf Schaad als Regisseur für die Stuttgarter Filmproduktionsfirma Kling-Film im Einsatz, bei dem dokumentarischen Kurzfilm Moderne Reporter (1929). Bald darauf setzte sich branchenweit der Tonfilm durch. In die neue Technik eingeweiht, kam Schaad nach Berlin zur UFA und arbeitete am Tonschnitt des Science-Fiction-Films F.P.1 antwortet nicht (Regie: Karl Hartl), von dem drei Sprachfassungen hergestellt wurden. Bei diesem Projekt konnte er auch Schnittmeister Willy Zeyn jr. über die Schulter schauen, mit dem er noch mal 1936 gemeinsam an dem Western Der Kaiser von Kalifornien (Regie: Luis Trenker) arbeiten würde.
Schaads erster Film als eigenständiger Schnittmeister war die UFA-Komödie Die Gräfin von Monte Christo, ebenfalls unter der Regie von Karl Hartl. 1933 war er erneut an einem mehrsprachigen Versionenfilm beteiligt, der aber nicht von der UFA, sondern von : Der Thriller Unsichtbare Gegner von Regisseur Rudolph Katscher und Produzent Sam Spiegel wurde in Wien gedreht und geschnitten. Parallel zur deutschen Version entstand eine französische Fassung mit dem Titel Les requins du pétrole. In den offiziellen Angaben zu beiden Versionen steht bei »Schnitt« neben Rudolf Schaad auch der Name Phillis Fehr. Es ist allerdings unwahrscheinlich, dass Phillis Fehr, die ansonsten nur als Nebendarstellerin in Unterhaltungsfilmen der 30er Jahre auftaucht, tatsächlich zusammen mit Schaad die Filmmontage ausgeführt hat. Hier sollte wohl verschleiert werden, dass Schaads wirklicher Partner der jüdische Filmeditor Rudi Fehr war, für den es nach der Machtergreifung der Nationalsozialisten keine Arbeitsmöglichkeiten mehr in der deutschen Filmbranche gab. Jedenfalls hat Rudi Fehr 1991 in einem Buch-Interview gesagt, er habe Unsichtbare Gegner geschnitten.

### Filmarbeiten während der NS-Zeit
Während der NS-Zeit wirkte Rudolf Schaad sowohl an mehreren Propagandafilmen mit, als auch an
leichten Unterhaltungsfilmen, und kurzen Dokumentarfilmen. Er war als »technischer Mitarbeiter« an beiden Olympiafilmen von Leni Riefenstahl beteiligt, und wurde 1937 beauftragt, dazu den kurzen Dokumentarfilm Der Olympia Film entsteht herzustellen, eine Art frühes Making-of.
Neben weiteren kurzen, eher unpolitischen Dokumentarfilmen wie Pirsch unter Wasser (1942), führte Schaad auch Regie bei dem abendfüllenden deutsch-österreichischen Unterhaltungsfilm So gefällst du mir (1941), den er zusammen mit Hans Thimig realisierte, und auch selbst montierte. Der Spielfilm wurde in der damaligen Zeit so beschrieben:

„Eine naiv-heitere Liebes- und Schwindelgeschichte aus Stadt und Land mit oft abgewandelten, aber noch immer beliebten Possensituationen, um deren beachtliche Lachwirkung Autoren und Regisseur Bescheid wussten. Wiener Darsteller, Dialoge in anheimelnder Mundart und die Bergwelt Osttirols schufen die richtige Atmosphäre.“

Als Schnittmeister montierte Schaad in den Jahren 1939 bis 1943 fünf Spielfilme des Regisseurs Gustav Ucicky, darunter den notorischen Vorbehaltsfilm Heimkehr, welcher den Ostfeldzug der Wehrmacht propagandistisch vorbereiten sollte.

### Nachkriegszeit
Nach dem Ende des Zweiten Weltkrieges war Schaad nicht mehr als Regisseur tätig. Bis Mitte der 1950er Jahre arbeitete er noch als Schnittmeister und Regieassistent, bevor er sich ganz aus der Filmbranche zurückzog. Seine letzte Arbeit an einem Film war die Montage des 1956 erschienenen österreichischen Kinofilms Fuhrmann Henschel von Regisseur Josef von Báky.

### Familie und zweite Karriere
Rudolf Schaad war mit der Schmuckproduzentin Anni Schaad verheiratet. Für deren Modeschmuckwerkstatt langani wurde er ab 1952 als kaufmännischer Leiter tätig. Das Ehepaar hatte vier Kinder: Katharina (geb. 1937), Annette (geb. 1939), Susanne (geb. 1945) und Michael (geb. 1955).

## Filmografie

### Filmschnitt
- 1932: Die Gräfin von Monte Christo – Regie: Karl Hartl
- 1933: Unsichtbare Gegner – Regie: Rudolph Katscher
- 1933: Les requins du pétrole – Regie: Rudolph Katscher & Henri Decoin
- 1934: So ein Flegel – Regie: Robert A. Stemmle
- 1934: Heinz im Mond – Regie: Robert A. Stemmle
- 1936: Hans im Glück – Regie: Robert Herlth, Walter Röhrig
- 1936: Der Kaiser von Kalifornien – Regie: Luis Trenker
- 1939: Mutterliebe – Regie: Gustav Ucicky
- 1940: Der Postmeister – Regie: Gustav Ucicky
- 1940: Ein Leben lang – Regie: Gustav Ucicky
- 1941: Heimkehr – Regie: Gustav Ucicky
- 1943: Späte Liebe – Regie: Gustav Ucicky
- 1947: Singende Engel – Regie: Gustav Ucicky
- 1948: Die Zeit mit Dir – Regie: George Hurdalek
- 1949: Eine große Liebe – Regie: Hans Bertram
- 1950: Wenn eine Frau liebt – Regie: Wolfgang Liebeneiner
- 1950: Hochzeitsnacht im Paradies – Regie: Géza von Bolváry
- 1951: Es geschehen noch Wunder – Regie: Willi Forst
- 1953: Tagebuch einer Verliebten – Regie: Josef von Báky
- 1955: Der Cornet – Die Weise von Liebe und Tod – Regie: Walter Reisch
- 1956: Fuhrmann Henschel – Regie: Josef von Báky

### Tonschnitt
- 1932: F.P.1 antwortet nicht (deutsche Version) – Regie: Karl Hartl
- 1933: I.F. 1 ne répond plus (französische Version)
- 1933: F.P.1 (englische Version)
- 1934: So ein Flegel – Regie: Robert A. Stemmle

### Regie
- 1929: Moderne Reporter (Kurz-Dokumentarfilm)
- 1934: Bayreuth bereitet die Festspiele vor (Kurz-Dokumentarfilm)
- 1935: Ufa-Märchen (Kurzspielfilm)
- 1937: Der Olympia Film entsteht (Kurz-Dokumentarfilm)
- 1938: Artisten der Arbeit (Kurz-Dokumentarfilm) – Co-Regie mit Walter Frentz
- 1941: So gefällst du mir (Spielfilm) – Co-Regie mit Hans Thimig, auch Schnitt
- 1942: Pirsch unter Wasser (Kurz-Dokumentarfilm)

### Regieassistenz
- 1935: Pygmalion – Regie: Erich Engel
- 1939: Der Schritt vom Wege – Regie: Gustaf Gründgens
- 1943: Späte Liebe – Regie: Gustav Ucicky
- 1948: Die Zeit mit Dir – George Hurdalek
- 1951: Es geschehen noch Wunder – Regie: Willi Forst

### Drehbuch
- 1936: Ruf in die Welt (Kurz-Dokumentarfilm) – Regie: Ulrich Kayser
- 1936: Kampf um Brot (Kurz-Dokumentarfilm) – Regie: Ulrich Kayser
- 1937: Der Olympia Film entsteht (Kurz-Dokumentarfilm)
- 1938: Artisten der Arbeit (Kurz-Dokumentarfilm) – mit Carl Prucker und Walter Frantz

### Weitere Mitwirkungen
- 1936/38: Olympia, 1. Teil: Fest der Völker  (als »mechanische Mitarbeit«) – Regie: Leni Riefenstahl
- 1936/38: Olympia, 2. Teil: Fest der Schönheit (als »mechanische Mitarbeit«) – Regie: Leni Riefenstahl